# Josep Gaya Vallduví
Josep Gaya Vallduví (Reus, 1 d'octubre de 1877 - 1930) va ser un esportista i comerciant català, fill d'Emili Gaya Gambús, comerciant, de Reus, i de Primitiva Vallduví, de Barcelona.
Després de fer el batxillerat a Reus, va estudiar comerç , exercint a Reus i a Barcelona. Aficionat al ciclisme, va ser un dels fundadors del Club Velocipedista reusenc i publicà a les revistes esportives El Lío (que també era humorística), El Veloz i a la Revista de Sport. Segons el periòdic La Autonomía va ser autor d'un drama titulat «Juana», que es va representar però no imprimir. Va col·laborar a la revista El Pandemonium i en un altre setmanari reusenc de contingut humorístic, La Trompeta, amb articles sobre preparació esportiva. El 1894 va publicar a Reus Consejos a los ciclistas, amb un pròleg de Francesc Cabré Gonzàlez, imprès pels Fills de Sanjuan. A principis del segle xx va deixar d'escriure i es va dedicar exclusivament al comerç. Un fill seu, Emili Gaya i Vilagrassa, va ser músic i compositor.